# Alexander Calder

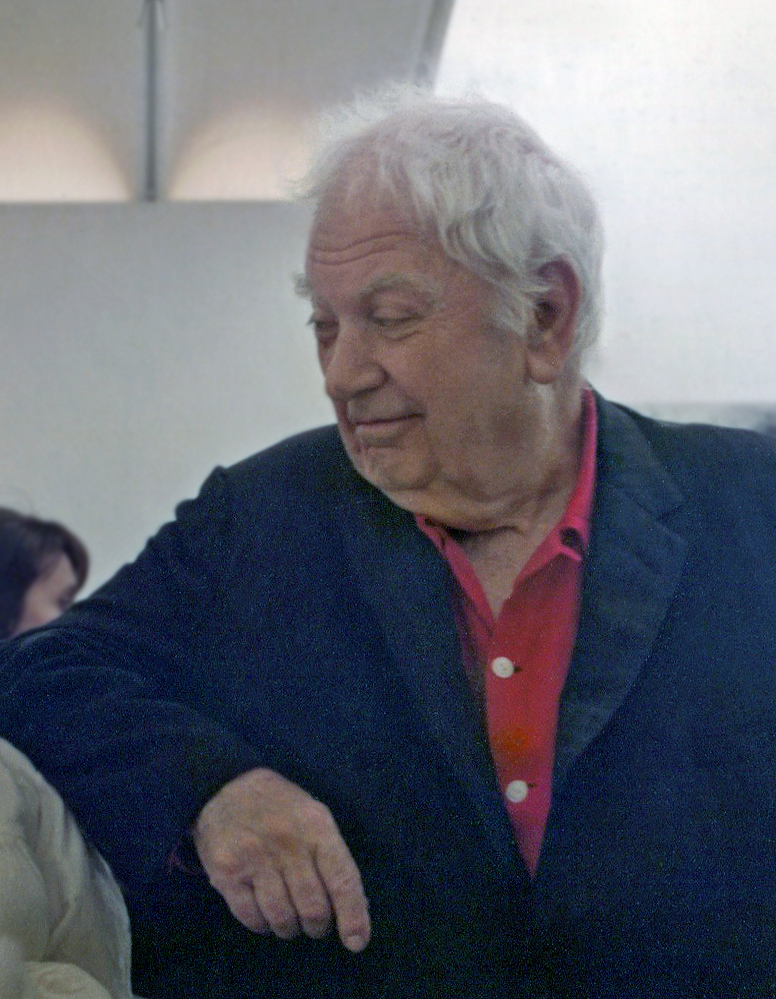
Alexander Calder 1968.

Alexander Calder [kalder] (22. srpna 1898 Lawnton, Pensylvánie – 11. listopadu 1976 New York) byl americký sochař a výtvarník, který se proslavil svými mobilními sochami (mobily).

## Život
Narodil se v umělecké rodině, otec i děd A. M. Calder byli známí sochaři a matka výtvarnice francouzského původu. Otec roku 1905 onemocněl tuberkulosou a rodina se odstěhovala na ranč do Arizony a o rok později do Pasadeny v Kalifornii. Malý Alexander sbíral kousky měděných drátků a plechů a dělal z nich šperky a různé i pohyblivé hračky. Od roku 1910 žila rodina opět v Pensylvánii a od roku 1912 střídavě v New Yorku a v San Franciscu, kde Alexander maturoval. Studoval strojní inženýrství v New Jersey a od roku 1919 pracoval jako technik, také na lodích. Později napsal, jak ho zážitek vycházejícího slunce na lodi přivedl k umění. Maloval obrazy a kreslil do časopisů a roku 1926 odjel do Paříže, kde se živil výrobou hraček a založil svůj miniaturní mechanický cirkus, Cirque Calder. V Paříži se spřátelil s Joanem Miró, J. Arpem a M. Duchampem. Na zpáteční cestě se seznámil se svou budoucí ženou Louisou James, praneteří spisovatele Henry Jamese a filosofa W. Jamese, s níž se 1931 oženil.
Figurkami mechanického cirkusu začíná jeho zájem o pohyblivé sochy, kterým dal Duchamp jméno „mobil“. S tvorbou mobilů začal Calder v roce 1931. Jejich jednotlivé části se uvádějí do pohybu dotykem ruky nebo prouděním vzduchu. Při setkání s Pietem Mondrianem se nadchnul pro abstraktní umění a začal dělat velmi jemné kovové konstrukce, které se pohybovaly větrem nebo průvanem. Roku 1933 se Calderovi vrátili do USA a usadili na venkově v Connecticutu, kde se jim narodily dvě dcery. Kromě zatím už slavného „cirkusu“ navrhoval Calder divadelní dekorace, dělal šperky a hračky.
Roku 1943 měl velkou výstavu v Muzeu moderního umění v New Yorku a po válce dělal monumentální kovové sochy, například „125“ pro Kennedyho letiště v New Yorku (1957), „Spirálu“ pro ústředí UNESCO v Paříži (1958), „Člověk“ pro světovou výstavu v Montrealu nebo „El Sol Rojo“ pro olympiádu v Mexico City (1968). Pro tyto velké objekty se vžil název „stabil“ (jako protiklad k pohyblivým mobilům), jehož autorem je Hans Arp. Calderovy stabily představuji jedno z paradigmat urbanistického umění 20. století.
Roku 1962 si postavil venkovský atelier v Saché jižně od Tours, kde byla i dílna, a hodně cestoval. Zemřel krátce po otevření své retrospektivní výstavy v New Yorku. Posmrtně byl vyznamenán Medailí svobody amerického presidenta. Jedna z jeho soch byla zničena při atentátu na mrakodrapy WTC v září 2001.
V českém prostředí nalezlo jeho dílo odraz u Karla Malicha a Stanislava Kolíbala.

## Výstavy (výběr)
- 1928: New York, Salon nezávislých (drátěné plastiky)
- 1929: Paříž, Galerie Billiet-Pierre Vorms (první samostatná výstava)
- 1932: Paříž, Galerie Vignon (první presentace mobilů)
- 1936: New York, Muzeum moderního umění (účast na výstavě Cubism and Abstract Art)
- 1943: New York, Muzeum moderního umění (retrospektiva, kurátor James Johnson Sweeney)
- 1946: Paříž, Galerie Louis Carré (první samostatná poválečná výstava)
- 1948: Rio de Janeiro, Museu de Arte Moderna; São Paulo, Museu de Arte Moderna
- 1949: Philadelphia, Museum of Art (3. mezinárodní sochařská výstava)
- 1950: Paříž, Galerie Maeght (50 mobilů a stabilů); Massachusetts, Institute of Technology (retrospektiva)
- 1952: Benátky, 26. Biennale di Venezia
- 1955: Kassel, 1. documenta
- 1959: Kassel, 2. documenta; Paříž, Galerie Maeght (velká výstava stabilů)
- 1964: Kassel, 3. documenta; New York, Guggenheimovo muzeum (retrospektiva)
- 1976: New York, Whitney Museum (retrospektiva)
- 1997: Barcelona, Fundació Joan Miró

## Galerie

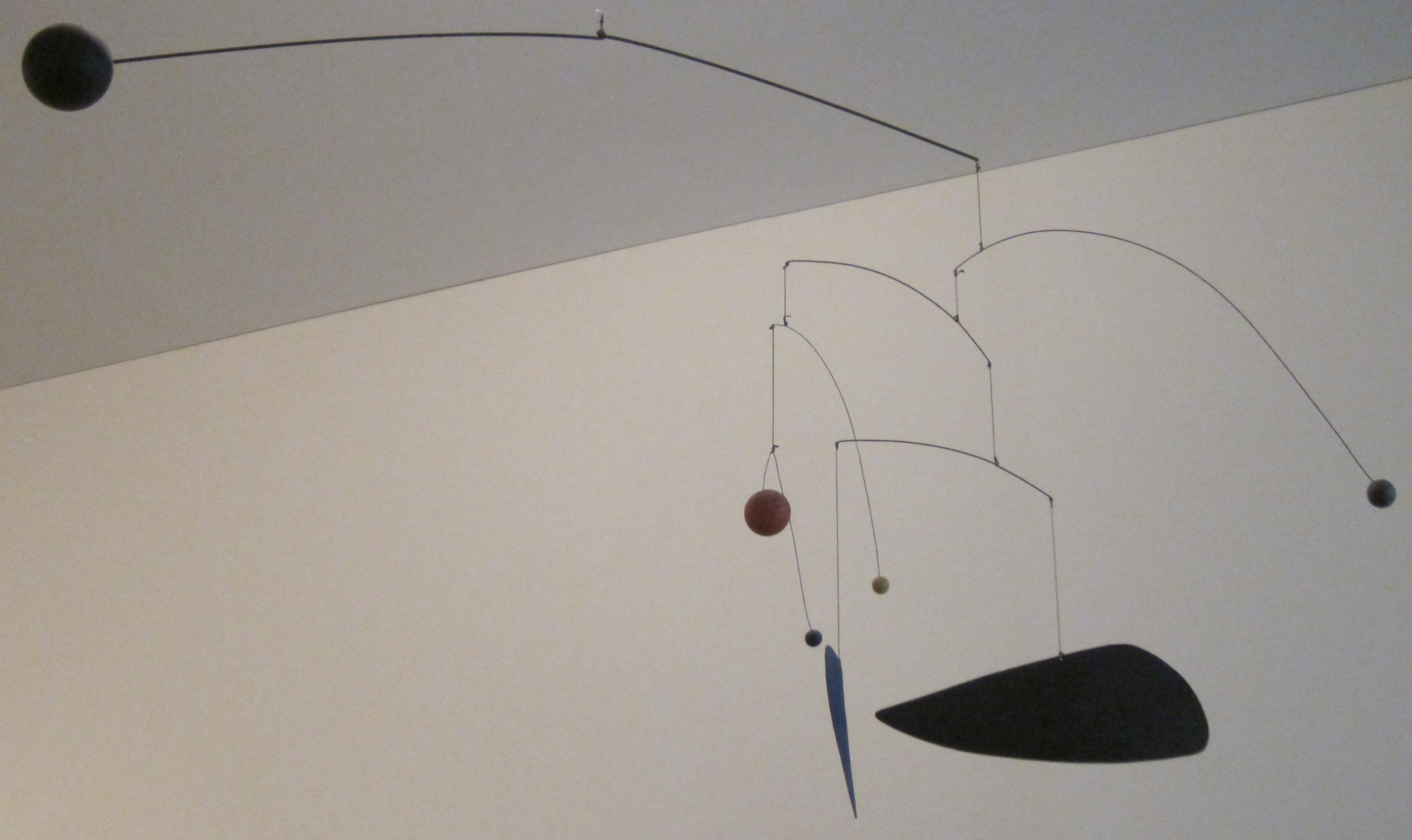
Mobil, Tate Modern, 1932
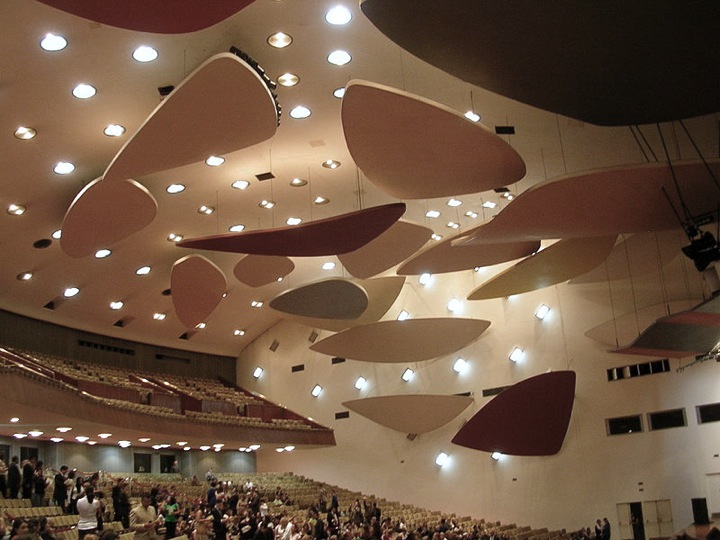
Akustické oblaky, Aula venezuelské university Caracas, 1953
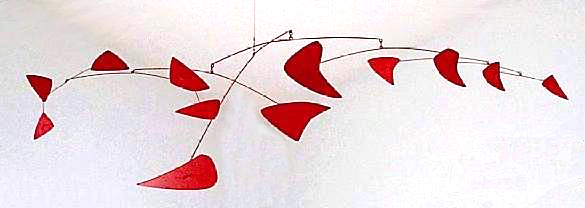
Červený mobil, Montreal, 1956
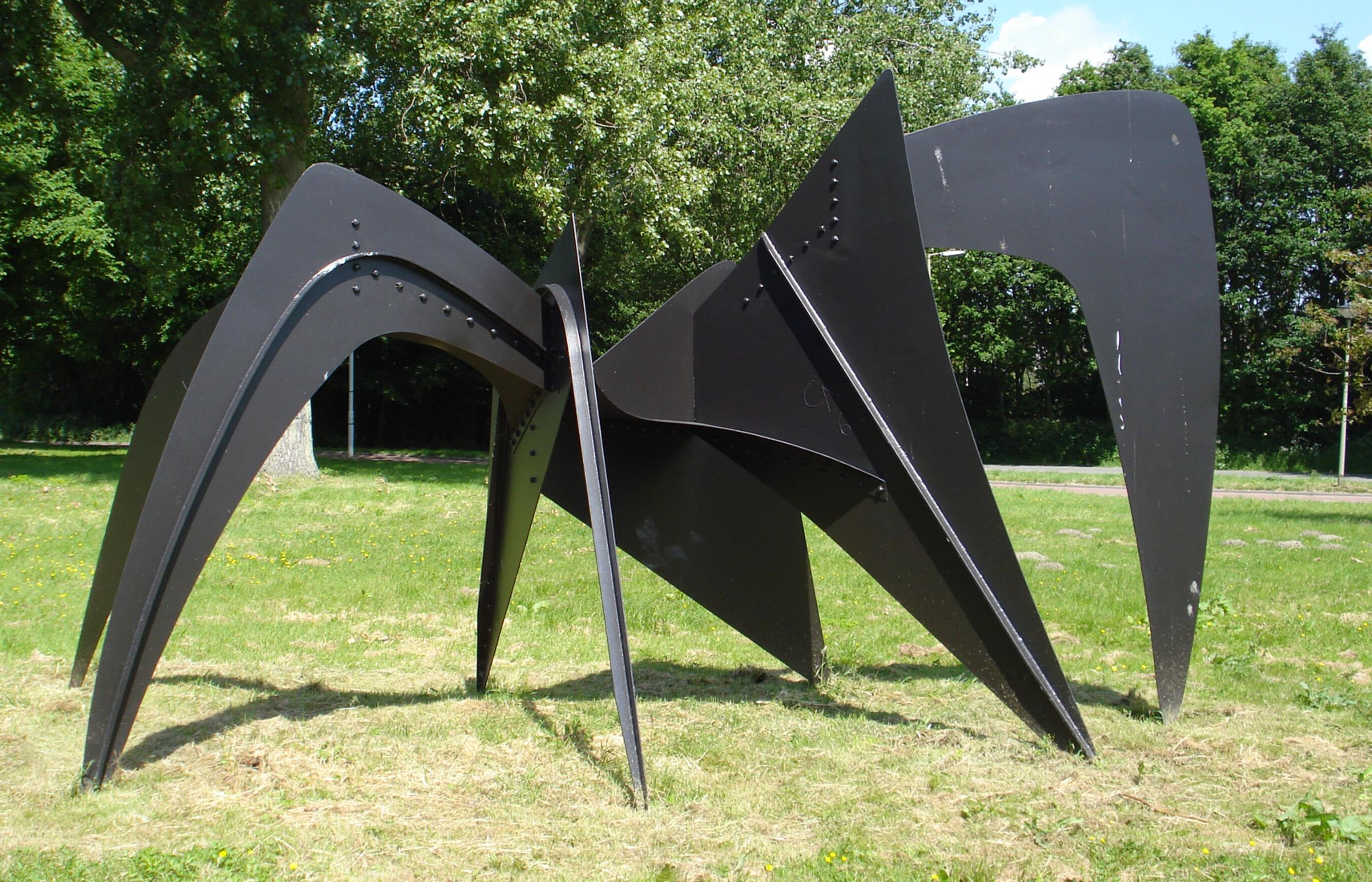
Mravenečník, Rotterdam, 1963
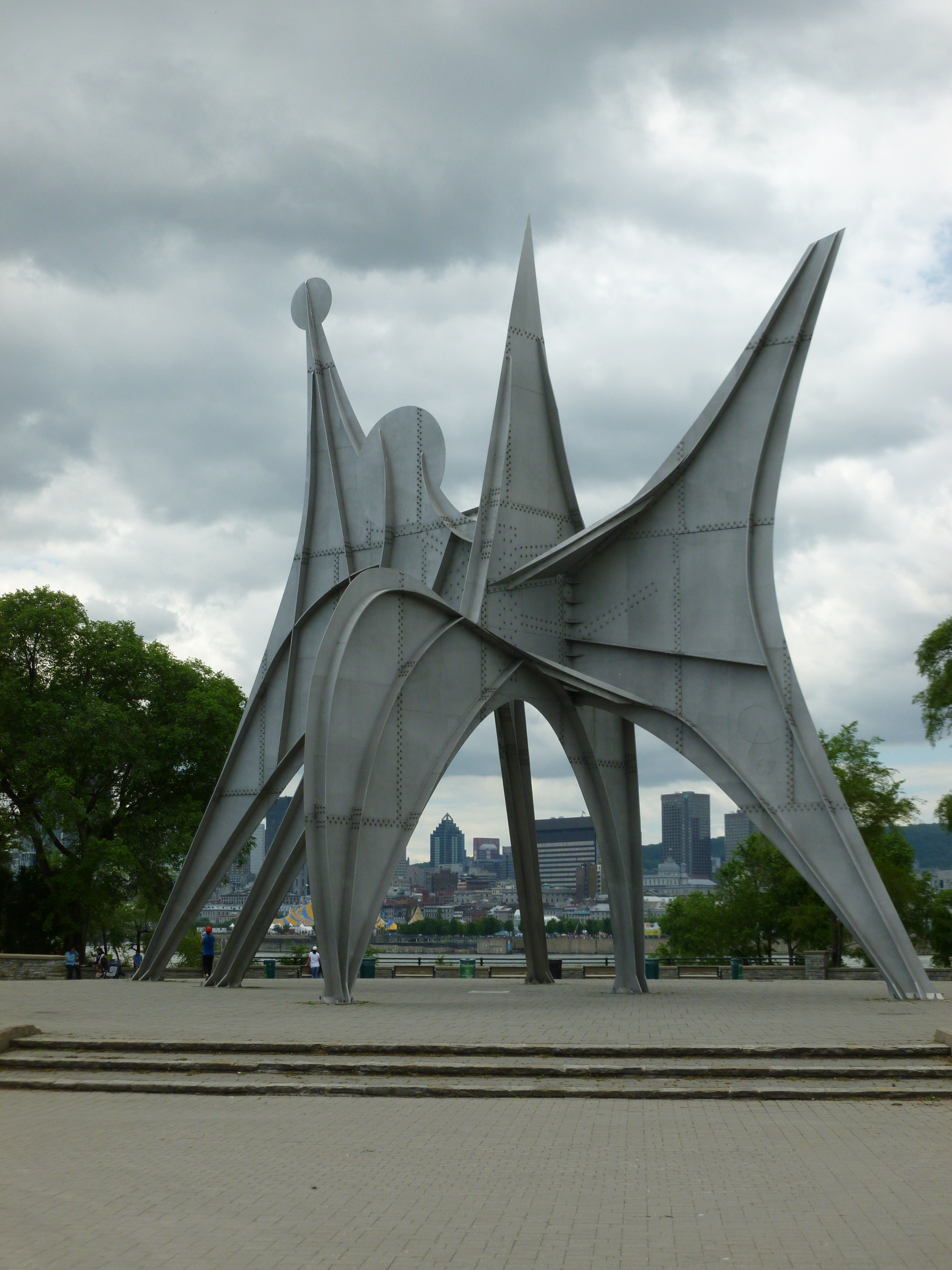
Člověk, Montreal, 1967
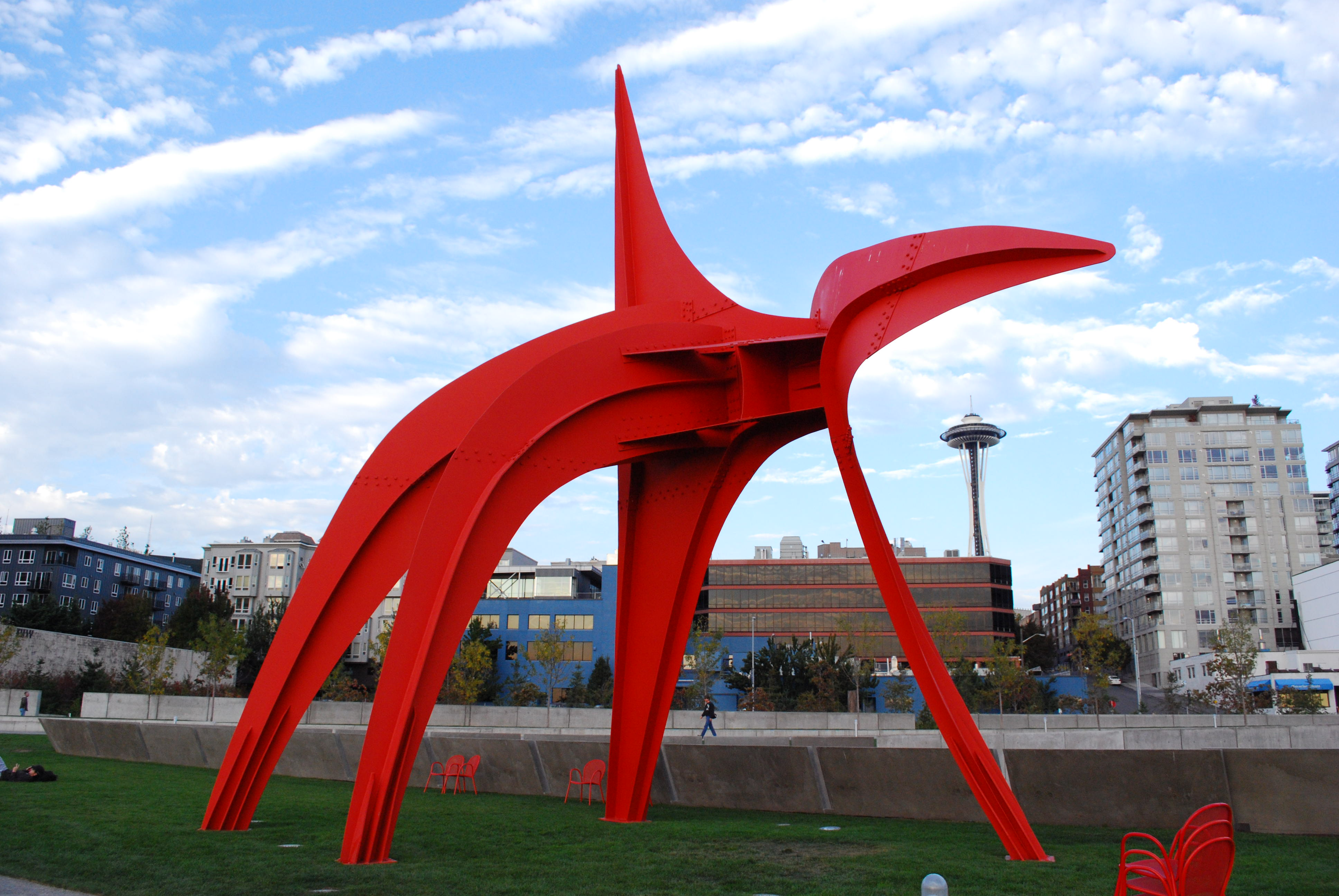
Orel, Seattle, 1971
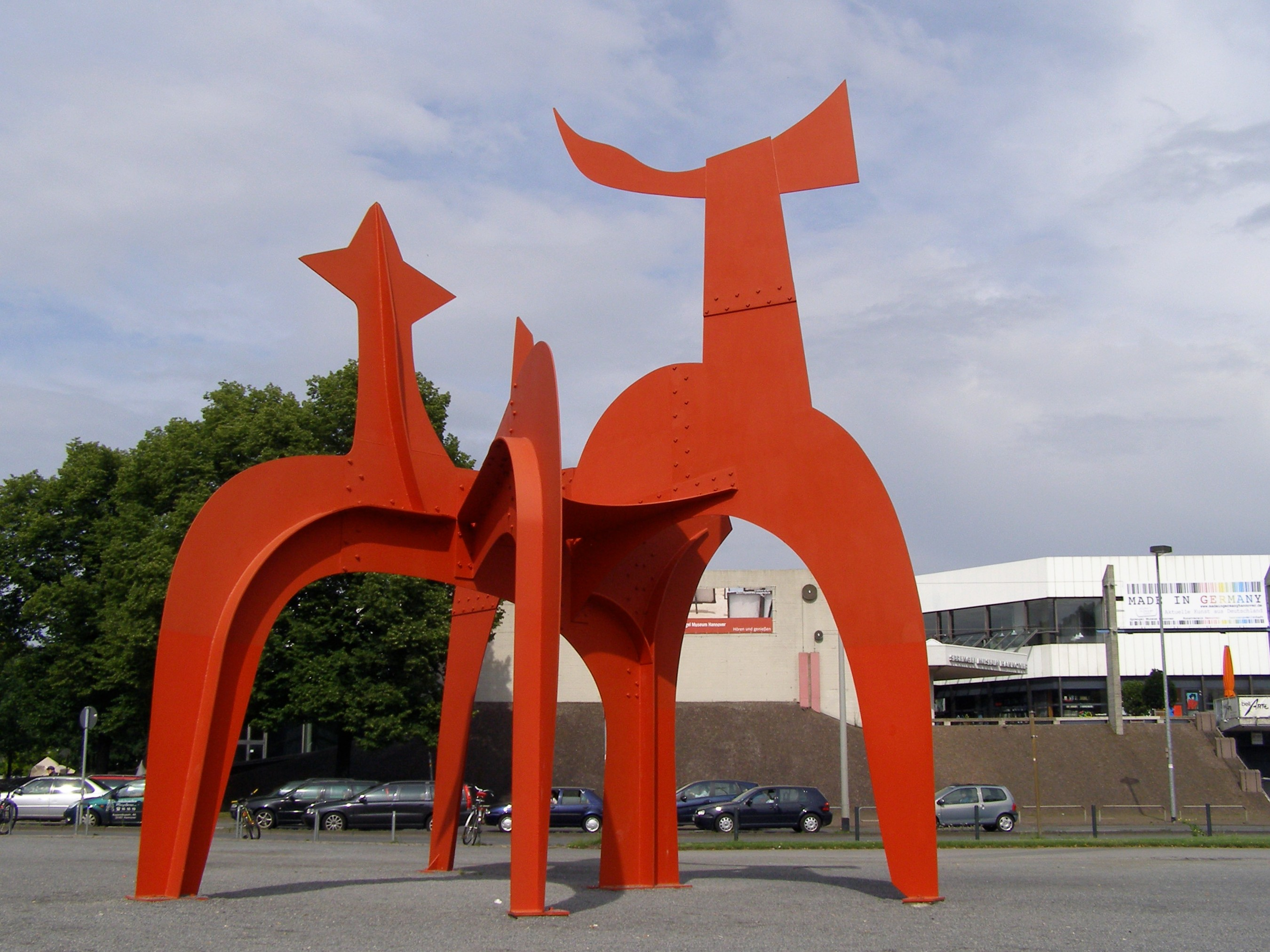
Le Hallebardier, Sprengel Museum Hanover, 1971
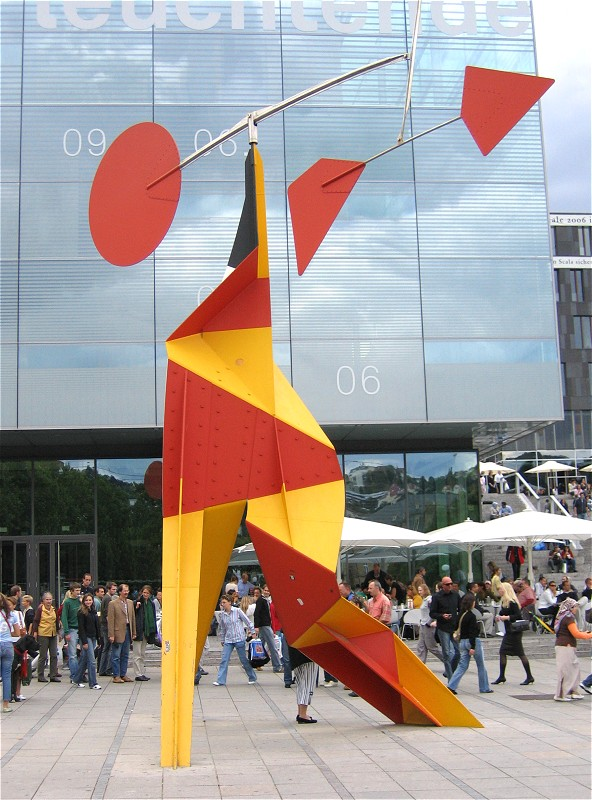
Vrásčitec s červeným diskem, Stuttgart, 1973
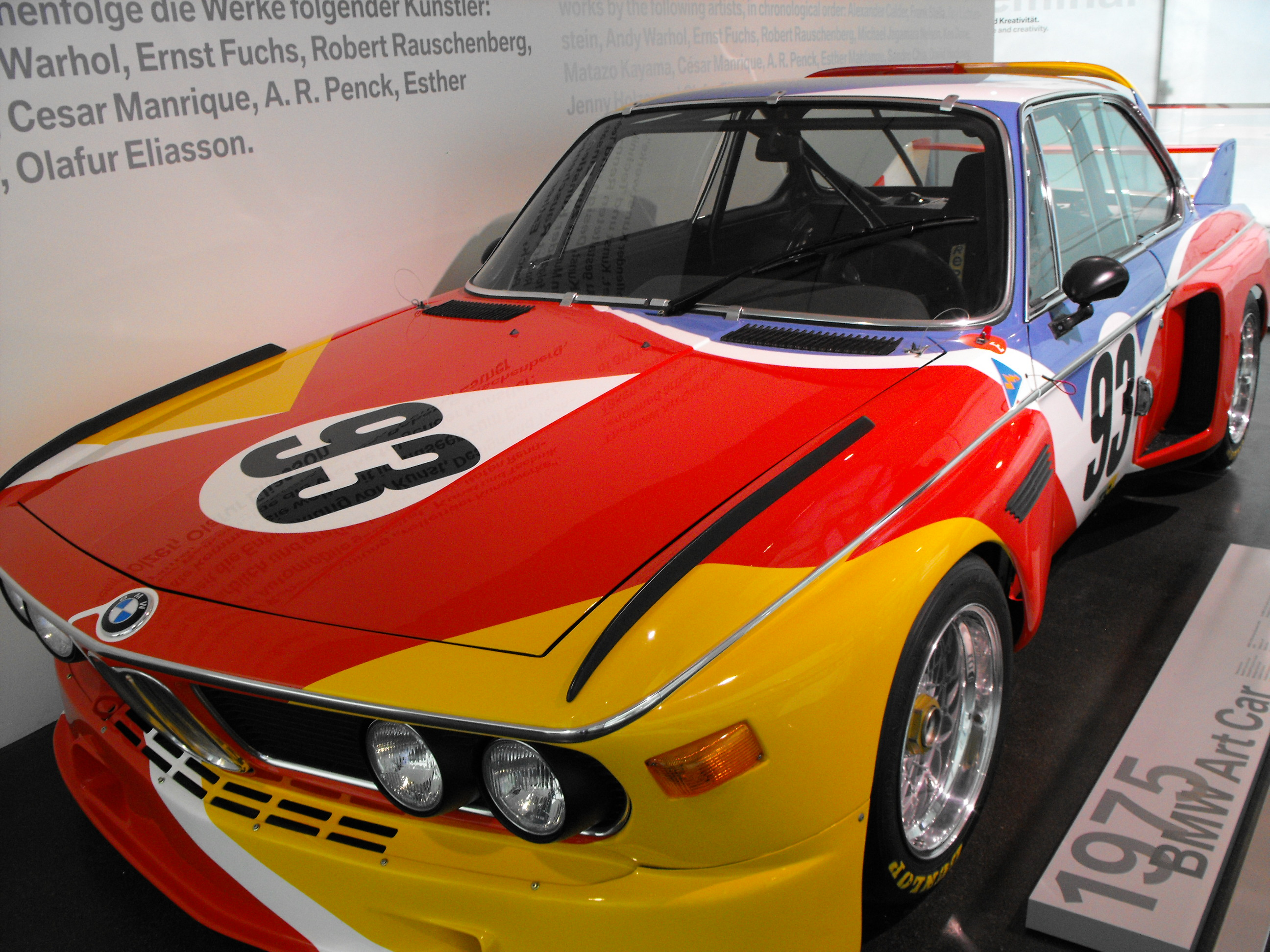
Vůz BMW 3 pomalovaný Calderem, 1975
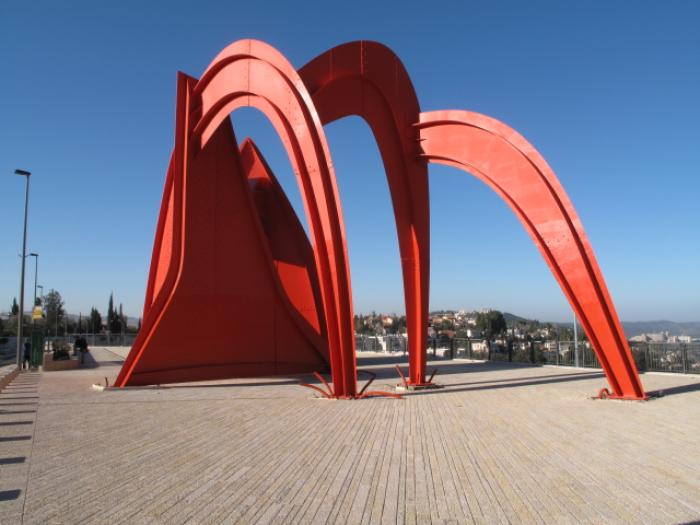
Památník holocoustu, Jeruzalém, 1976